# Premis Literaris de Roda de Ter
Els Premis Literaris de Roda de Ter són uns guardons de literatura en català creats l'any 1985, com a reconeixement i homenatge al poeta Miquel Martí i Pol i als escriptors Emili Teixidor i Jaume Salés i Sanjaume. Són convocats cada any per la Regidoria de Cultura de l'Ajuntament de Roda de Ter, a Osona, dins del marc de les Jornades Miquel Martí i Pol. Tot i així, no totes les seves categories tenen una periodicitat anual. Des de l'any 2004, el veredicte es fa públic el cap de setmana immediatament després de l'11 de novembre, data de la mort de Miquel Martí i Pol.

## Categories
- Premi Miquel Martí i Pol de poesia
- Premi Emili Teixidor a projectes pedagògics (biennal)
- Premi Jaume Salés i Sanjaume de teatre (biennal)
- Premi Associació Roda de Comerciants de narrativa infantil i juvenil (per a nois i noies fins a 18 anys).